# Recurvidris
Recurvidris är ett släkte av myror. Recurvidris ingår i familjen myror.
Kladogram enligt Catalogue of Life:
| Recurvidris | \| \| Recurvidris browni \| \| \| \| \| \| Recurvidris hebe \| \| \| \| \| \| Recurvidris kemneri \| \| \| \| \| \| Recurvidris pickburni \| \| \| \| \| \| Recurvidris proles \| \| \| \| \| \| Recurvidris recurvispinosa \| \| \| \| \| \| Recurvidris williami \| \| \| \| |
|             | \| \| Recurvidris browni \| \| \| \| \| \| Recurvidris hebe \| \| \| \| \| \| Recurvidris kemneri \| \| \| \| \| \| Recurvidris pickburni \| \| \| \| \| \| Recurvidris proles \| \| \| \| \| \| Recurvidris recurvispinosa \| \| \| \| \| \| Recurvidris williami \| \| \| \| |
|             | Recurvidris browni |
|             | |
|             | Recurvidris hebe |
|             | |
|             | Recurvidris kemneri |
|             | |
|             | Recurvidris pickburni |
|             | |
|             | Recurvidris proles |
|             | |
|             | Recurvidris recurvispinosa |
|             | |
|             | Recurvidris williami |
|             | |

## Bildgalleri

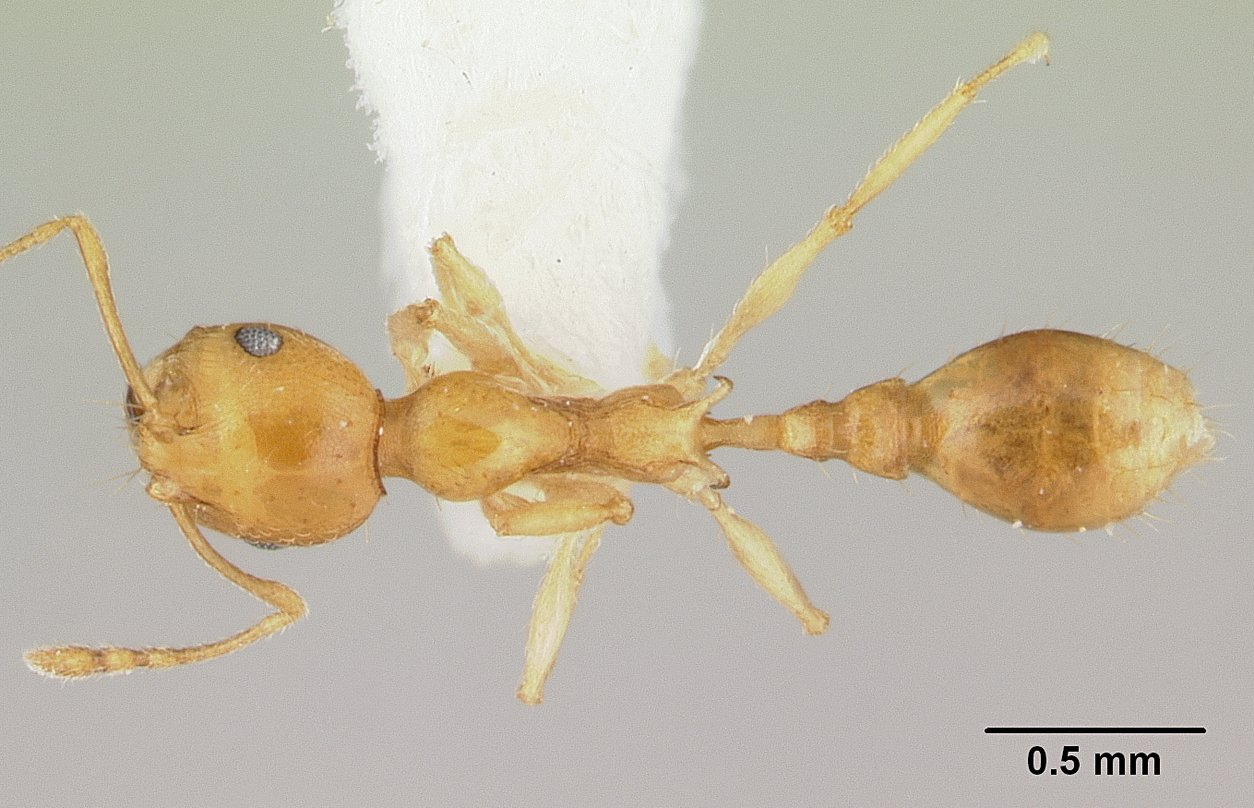
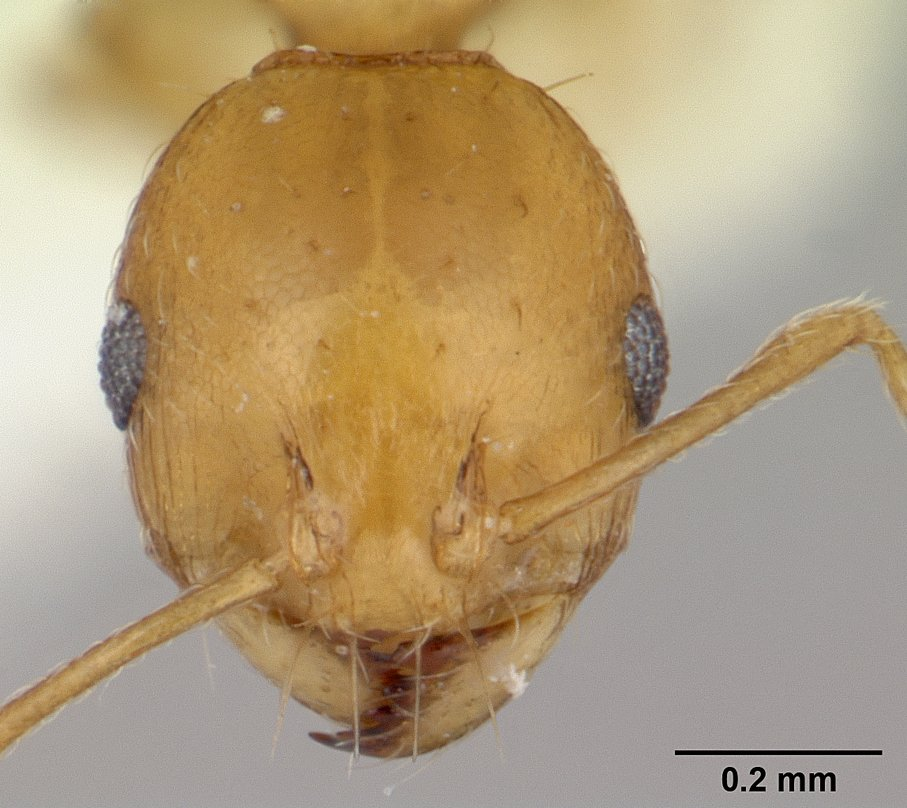
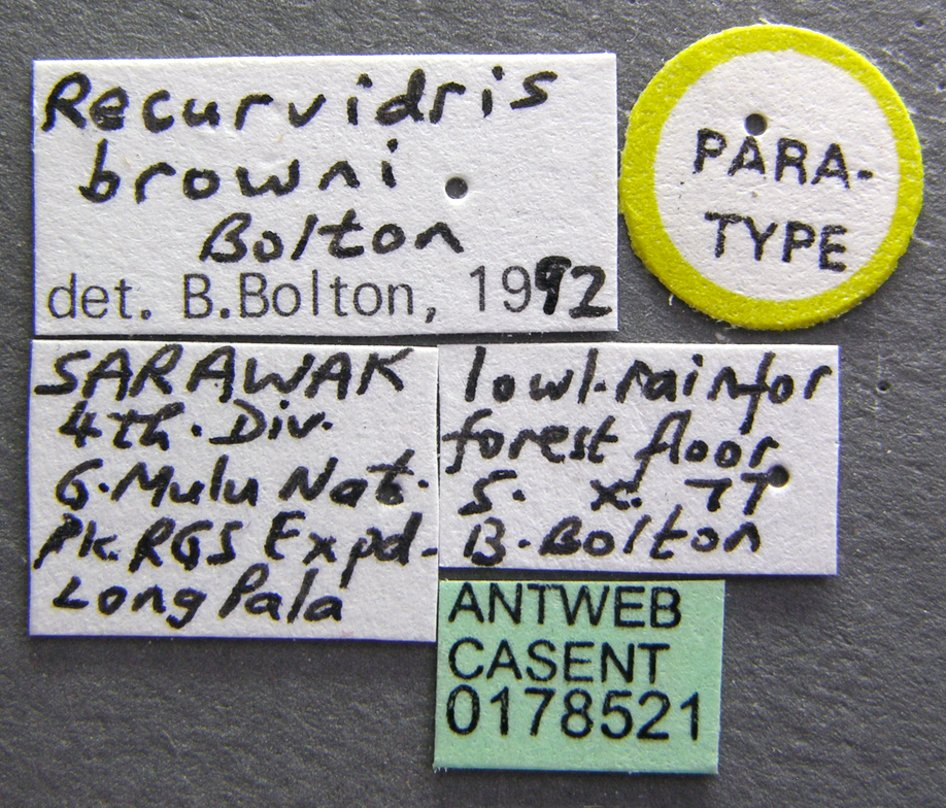
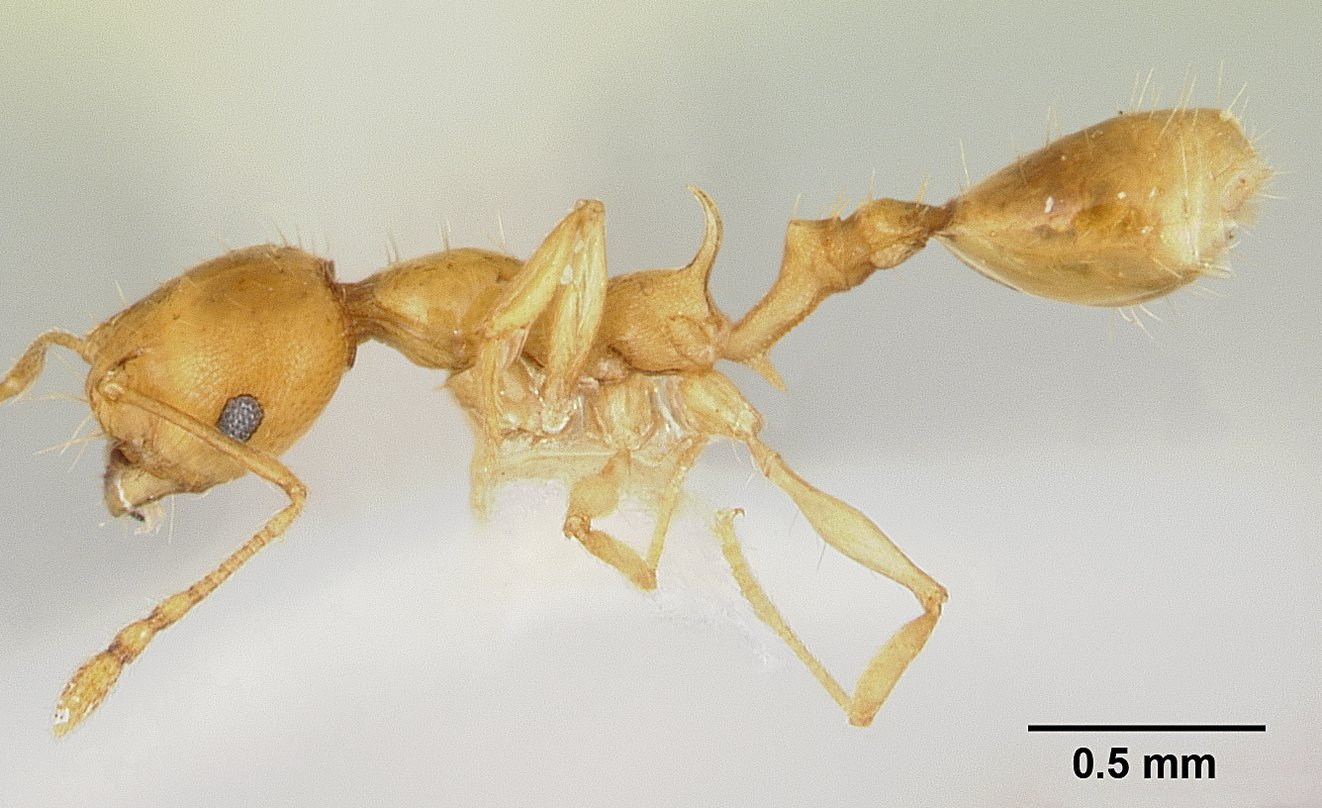
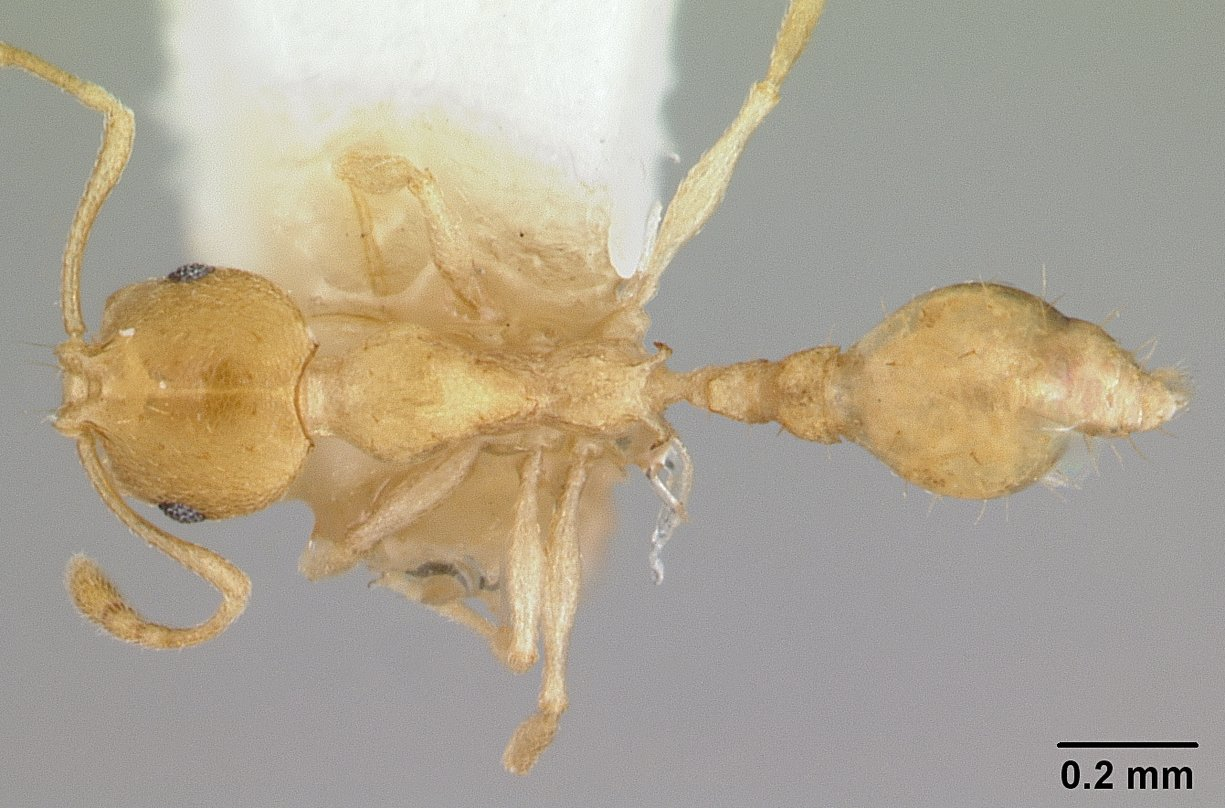
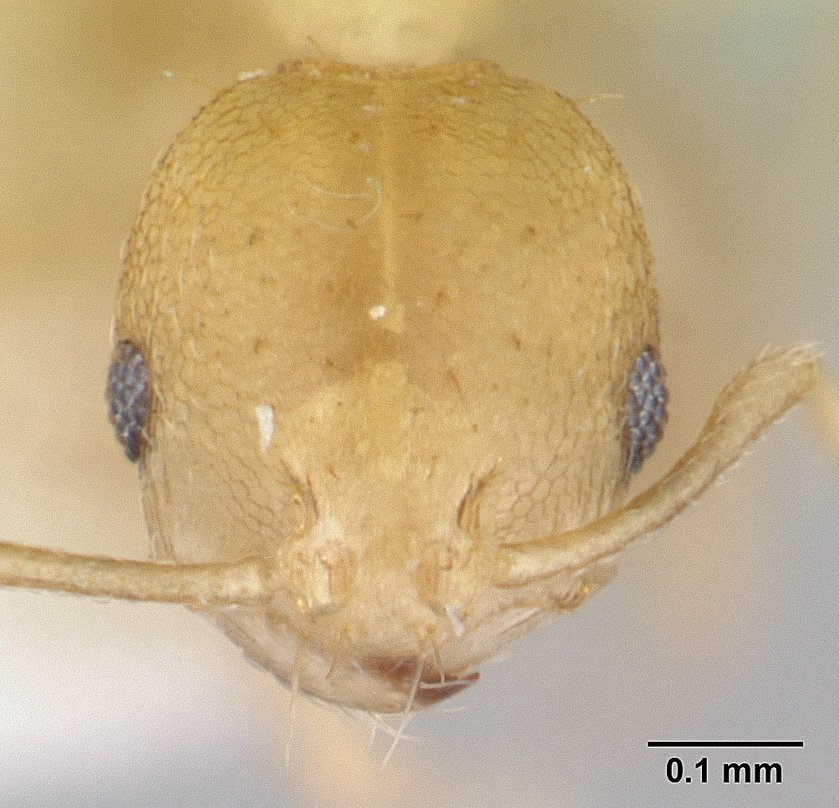